# Reichenbuch
Reichenbuch is een plaats in de Duitse gemeente Mosbach, deelstaat Baden-Württemberg, en telt 614 inwoners (2006).